# آروپ
آروپ (به انگلیسی: Arup) شرکت خدمات مهندسی بریتانیایی و چندملیتی است که در زمینه برنامه‌ریزی، مدیریت پروژه، خدمات مشاور، طراحی سازه، معماری و مهندسی عمران فعالیت می‌نماید.
شرکت آروپ در سال ۱۹۴۶ توسط اووه آروپ راه‌اندازی شد و در حال حاضر در پروژه‌های فراوانی در سراسر جهان مشارکت داشته که برای نمونه می‌توان به اپل پارک ، پل هزاره لندن، ورزشگاه ملی لوسیل، کالج سلطنتی لندن، برج آزادی تهران، مرکز ملی هنر و فرهنگ ژرژ پمپیدو، ورزشگاه آلیانتس آرنا، ورزشگاه شهر منچستر، مرکز ورزش‌های آبی لندن، خط ۱ قطار تندرو بریتانیا، ساختمان سلفریجز، بیرمنگام، چشم لندن، پل هزاره لندن، ورزشگاه سانکورپ، خانه اپرای سیدنی، برج کانتون، دفتر مرکزی سی‌سی‌تی‌وی، ورزشگاه ملی پکن، مرکز ملی ورزش‌های آبی پکن، فرودگاه بین‌المللی کانزای، بانک هنگ‌کنگ و شانگهای، ساختمان مرکزی بنیاد بیل و ملیندا گیتس، ساختمان اصلی دانشگاه استنفورد، فرهنگستان علوم کالیفرنیا، موزه سلطنتی انتاریو، فرودگاه بین‌المللی اولیور تامبو و مدرسه لوتوس سفید لداخ اشاره کرد.
دفتر مرکزی این شرکت در لندن قرار دارد و دارای ۹۲ دفتر فنی مهندسی در ۴۲ کشور جهان می‌باشد که بالغ بر ۱۱ هزار کارمند در این دفاتر اشتغال دارند.

## نگارخانه

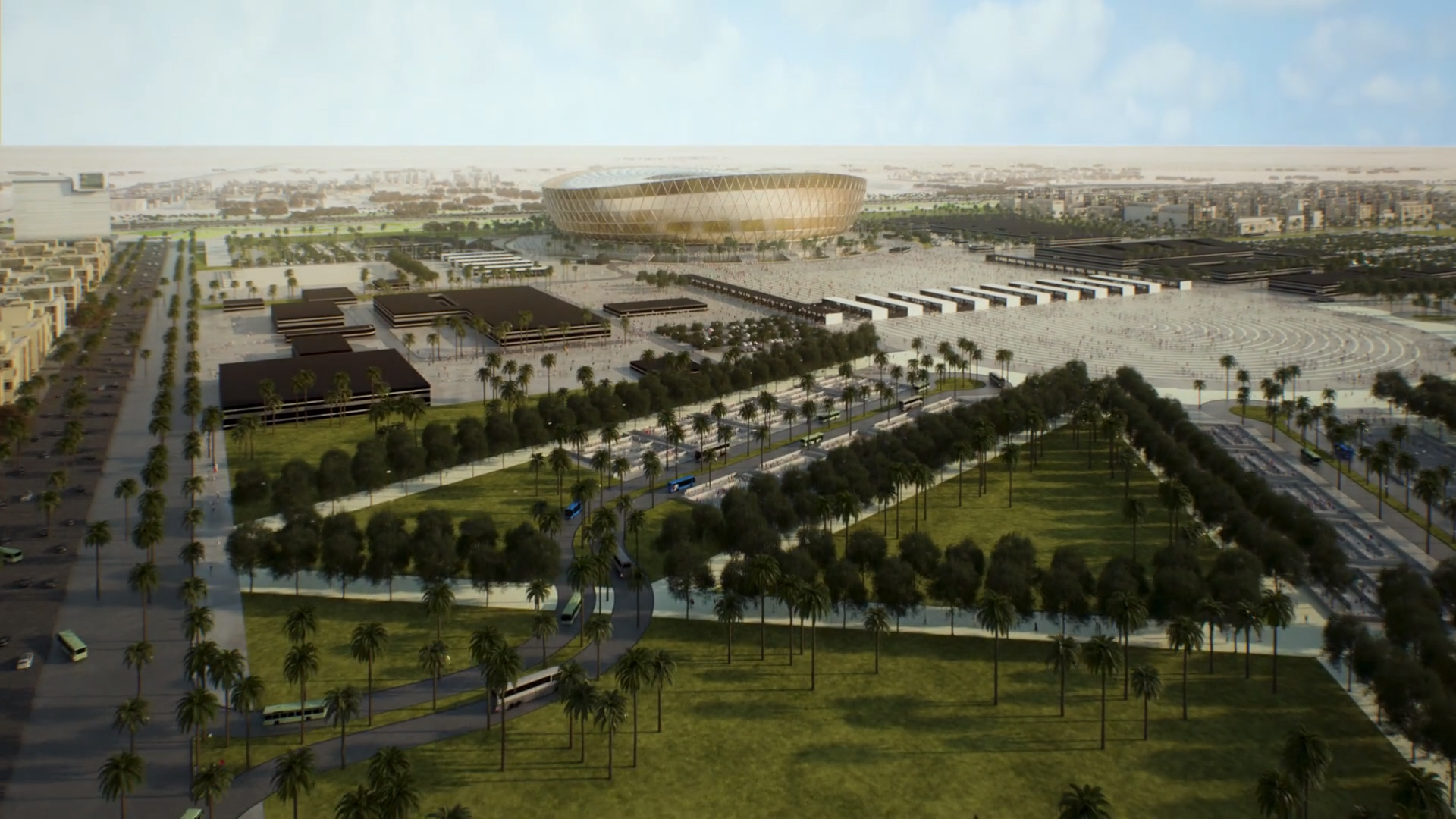
ورزشگاه ملی لوسیل در قطر برای جام جهانی فوتبال ۲۰۲۲
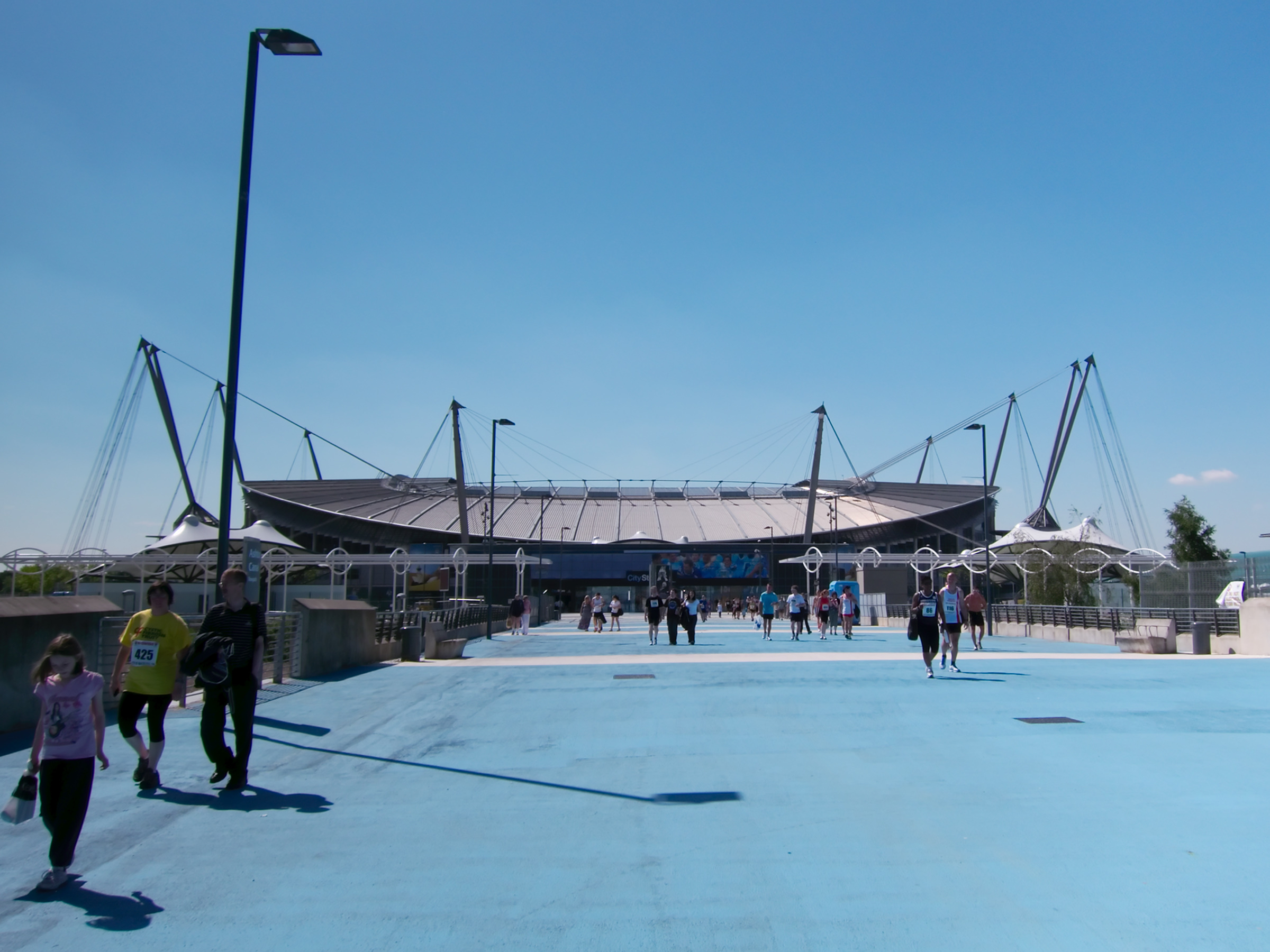
ورزشگاه شهر منچستر در منچستر، برای بازی‌های مشترک المنافع ۲۰۰۲ و خانه باشگاه فوتبال منچستر سیتی
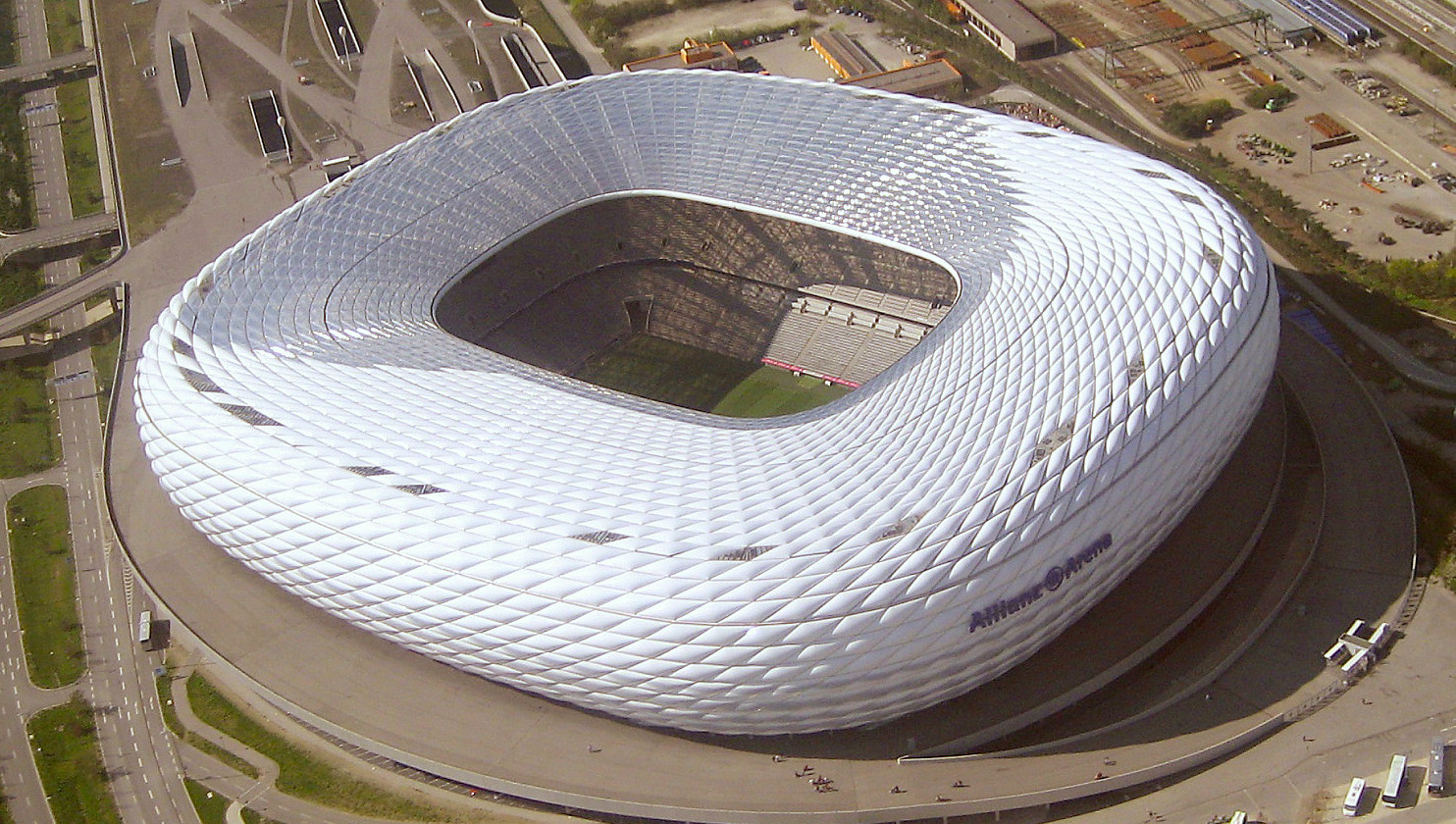
ورزشگاه آلیانتس آرنا در آلمان و خانه باشگاه فوتبال بایرن مونیخ
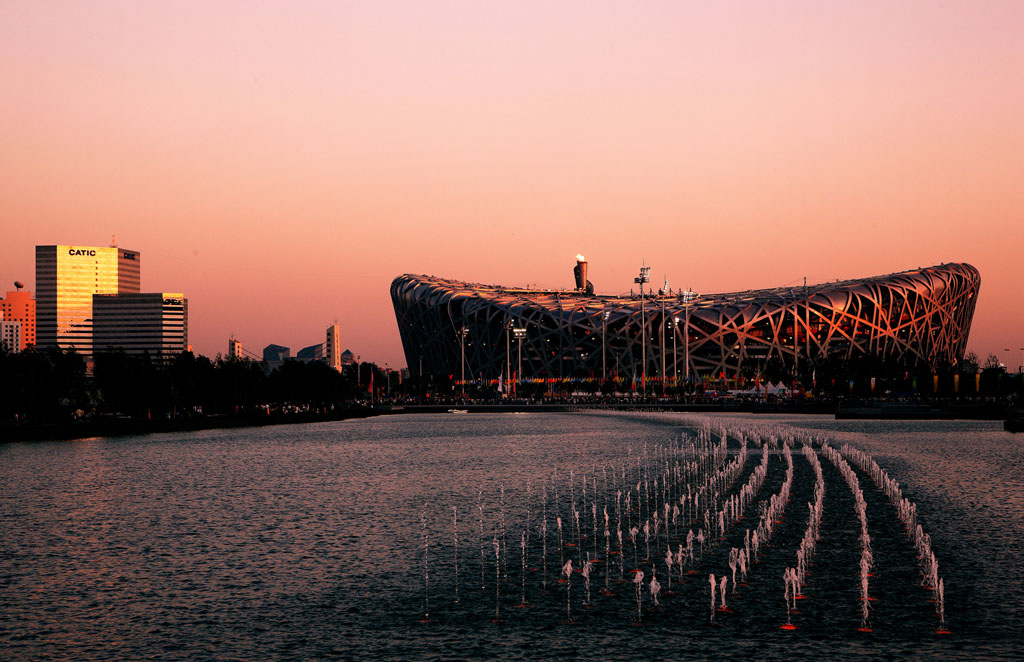
آشیانه پرنده یا ورزشگاه ملی پکن، برای بازی‌های المپیک تابستانی ۲۰۰۸ در پکن و ورزشگاه ملی چین
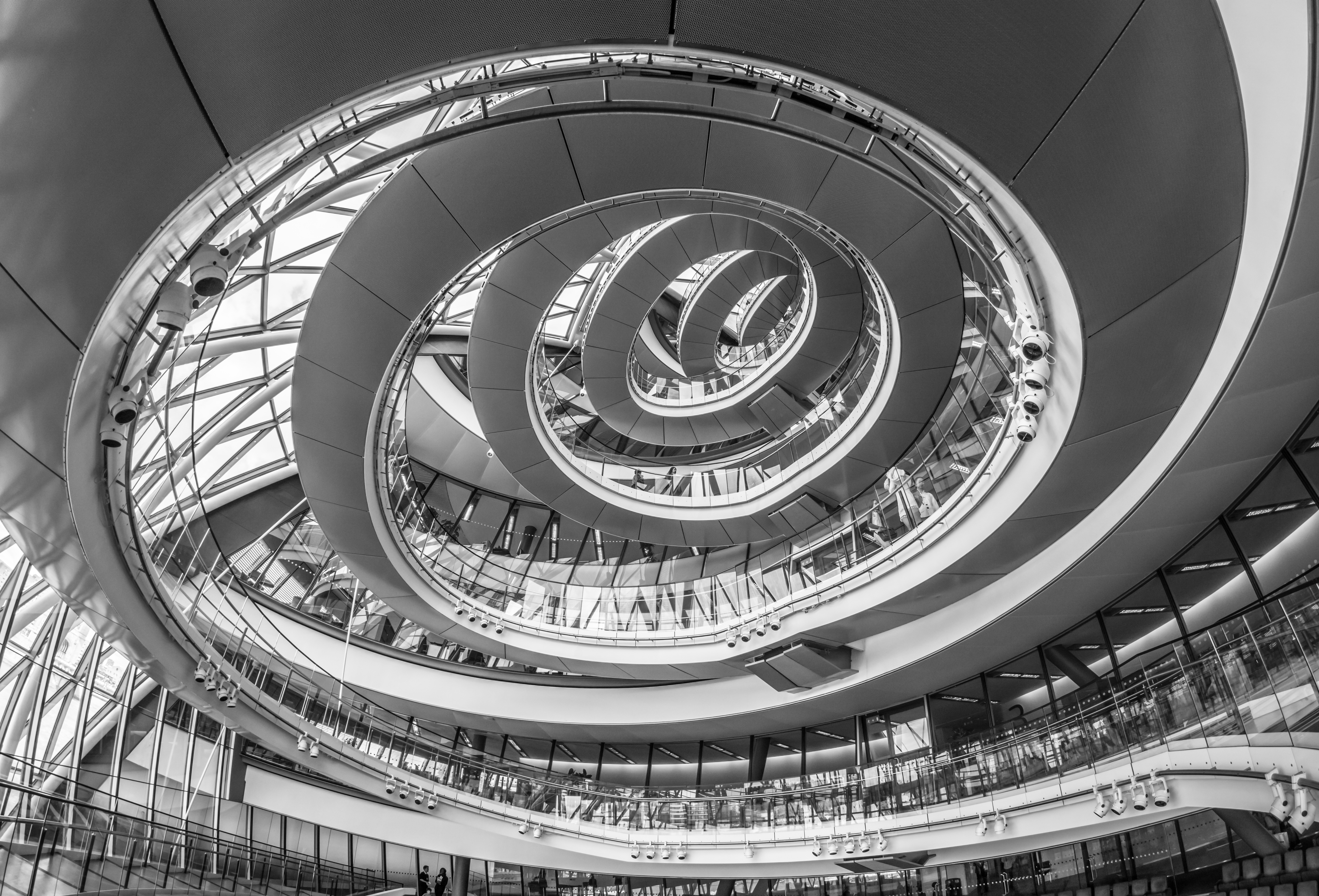
راه‌پله مارپیچ سیتی‌هال لندن